# Filip Čeh
Filip Čeh (ur. 8 września 1991 w Zagrzebiu) – chorwacki wioślarz.

## Osiągnięcia
- Mistrzostwa Świata U-23 – Hazewinkel 2006 – ósemka – 8. miejsce[1].
- Mistrzostwa Świata – Monachium 2007 – ósemka – 14. miejsce[1].
- Mistrzostwa Świata – Linz 2008 – dwójka ze sternikiem – 11. miejsce[1].